# Агадырский район
Агадырский район (каз. Ақадыр ауданы) — административно-территориальная единица в составе Джезказганской области, существовавшая в 1973—1997 годах. Центр — поселок Агадырь
Агадырский район был образован 21 августа 1973 года в составе Джезказганской области. В его состав вошли посёлки Акжал, Акчатау, Кайракты, а также Акбулакский, Аксарлинский, Акчатауский, Босагинский, Карабулакский, Кеншокинский и Тагылинский с/с Шетского района; посёлок Джамбул Каражалского горсовета; Актауский, Кзылтауский и Ортауский с/с Жана-Аркинского района.
13 февраля 1974 года посёлок Джамбул возвращён Каражалскому горсовету, а Актауский с/с Жана-Аркинскому району. Одновременно из Балхашского горсовета в Агадырский район передан пгт Мойынты.
31 декабря 1974 года Коктенкольский и Успенский с/с переданы из Шетского района в Агадырский, а Акчатауский и Кеншокинский из Агадырского района в Шетский.
25 апреля 1979 года из Шетского района в Агадырский передан Акчатауский с/с.
26 ноября 1986 года образован Киикский с/с.
13 сентября 1991 года образован пгт Верхние Кайракты.
30 октября 1992 года пгт Джамбул (с 1993 — Жамбыл) передан из Каражалского горсовета в Агадырский район.
23 мая 1997 года Агадырский район был упразднён. При этом вся территория была передана в Шетский район.

## СМИ
Выходила двуязычная районная газета «Ақадыр таңы» — «Агадырьская новь»

## Главы
| Первые секретари райкома КПСС 1973—1991 1. Қ. Жұмашев 1973 2. Н.Макаренко 1973—1975 3. И. Колбасин 1975—1988 4. В.Карепов 1988—1991 | Председатели райисполкома 1. Қ.Медиев 1973—1985 2. Ж.Серіков 1985—1999 3. В.Карепов 1991—1992 | Акимы района с 1991 1. В.Карепов 1992—1993 2. Амантай Әбсалықов 1993—1994 найман, бағаналы, саргалдак 3. Баттал Мұқышев 1994—1997 найман, бағаналы, жырык-тобет |